# Самптер, Майкл
Майкл Юджин Самптер (26 сентября 1947 — 10 августа 2001) — американский серийный убийца и насильник, который изнасиловал и задушил трёх женщин в районе Большого Бостона с 1969 по 1973 г. Он не был осуждён за убийства, и был связан с ними только благодаря ДНК-профилированию спустя десятилетия после его смерти в 2001 г.

## Серия убийств
Своё первое преступление Самптер совершил в 19 лет, украв кошелёк, и был осуждён.

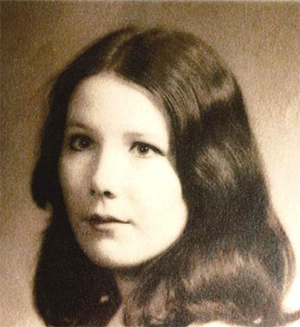
Джейн Бриттон, первая известная жертва Самптера

После освобождения Самптер продолжал совершать преступления, которые постепенно переросли в изнасилования и убийства. Первым из них стало изнасилование и убийство 23-летней аспирантки Гарвардского университета Джейн Бриттон в Кембридже 7 января 1969 года. В последний раз её видели в своей квартире на Университетской дороге, 6, когда её навестил 27-летний друг Джеймс Хамфрис. После того, как на следующий день она не пришла на занятия, Хамфрис и соседи Бриттон, Дональд и Джилл Митчелл, пошли проведать её и вошли в квартиру, когда она не открыла дверь. Они обнаружили Бриттон лежащей лицом вниз на пропитанном кровью матрасе, одетую только в ночную рубашку. Полиция была немедленно вызвана для расследования, и судебно-медицинская экспертиза установила, что Бриттон была изнасилована и убита острым предметом; точное орудие убийства так и не было установлено. Предположительно, Самптер проник в дом, забравшись по пожарной лестнице и проникнув через открытое окно, где и напал на ничего не подозревающую женщину. Несколько факторов в этом деле, включая социальный статус Бриттон, сходство с убийством 26-летней Беверли Сэмэнс в 1963 году, приписываемым Бостонскому Душителю, привели к тому, что дело получило известность в районе, но, несмотря на обширное расследование и освещение в СМИ, подозреваемого на тот момент установить не удалось.
Следующей жертвой Самптера стала 24-летняя Эллен Фейт Ратчик, уроженка Сент-Пола, штат Миннесота, работавшая секретарем в отеле «Колоннада». В ночь с 5 на 6 января 1972 года Самптер вошёл в её квартиру и напал на неё, задушив Ратчик шнуром от стереоколонки. Затем он снял с неё часть одежды и оставил тело на диване, после чего покинул квартиру. Обеспокоенные коллеги позже пришли в квартиру и обнаружили, что дверь слегка приоткрыта, а сама Ратчик мертва, на ней был только домашний халат и разорванный бюстгальтер. В июне того же года Самптер был осужден за нападение и побои, приговорен к 6-10 годам соответственно и заключён в тюрьму MCI-Norfolk. 20 ноября 1973 года он получил отпуск, но не вернулся в тюрьму, и на него был выписан ордер на арест.
Скрываясь от полиции за нарушение условий увольнительной, Самптер забрел в район Бикон-Хилл, где 12 декабря 1973 года, воспользовавшись пожарной лестницей, проник в квартиру 24-летней секретарши Мэри Ли МакКлейн. Несмотря на то, что в квартире МакКлейн находились две соседки и мужчина, никто из них не видел и не слышал ничего подозрительного. На следующее утро МакКлейн, на которой была только ночная рубашка, была найдена задушенной в своей постели. Восемь дней спустя Самптер был арестован возле часовни Марш после того, как его поймали с украденным кошельком. Ему были предъявлены обвинения в нападении на офицера, производившего арест, и в ношении огнестрельного оружия, которым запрещено владеть преступникам.
За это Самптер был помещён в MCI-Walpole, но позже был переведен обратно в MCI-Norfolk. 2 августа 1975 года Самптер был освобожден от работы, якобы для посещения своей работы в Quincy Home Furnishings; по незнанию властей, магазин закрывался в полдень по субботам. Воспользовавшись своей временной свободой, Самптер начал искать жертву в районе Бэк-Бэй, в конце концов наткнувшись на 19-летнюю студентку колледжа, которую он назвал «новой соседкой». Девушка пригласила его в свою квартиру выпить стакан воды, после чего, по её словам, он ушёл в ванную. Когда Самптер вышел, он напал на студентку в резиновых хирургических перчатках, связав ей руки и заткнув рот тканью. После чего Самптер изнасиловал её и скрылся. Жертва сообщила о преступлении в полицию, где она по фотографии опознала Самптера как нападавшего. Вскоре после этого он был арестован, осуждён и приговорён к 15-20 годам лишения свободы, которые он должен был отбывать в MCI-Walpole, последовательно с приговором за нападение и побои.

## Смерть, расследование и разоблачение
10 августа 2001 года Самптер, страдавший от рака, умер в исправительном отделении больницы Лемюэля Шаттака. После его смерти его ДНК была загружена в ДНК-базу CODIS в попытке установить связь между ним и нераскрытыми «холодными» делами. В 2005 году следователи получили первый результат: ДНК Самптера была сопоставлена с изнасилованием женщины в Бэк-Бэй в 1985 году, которое, вероятно, было совершено, когда он получил очередной отпуск. Воодушевленные своими находками, специалисты по «холодным делам» продолжили свои исследования. 28 февраля 2010 года полиция Бостона объявила, что связала его с убийством Рутчик.
Два года спустя, 19 октября 2012 года, власти объявили о ещё одном положительном совпадении, на этот раз с убийством Макклейн в 1973 году. В 2018 году он был связан с убийством Бриттон, после того как его брат предоставил образец ДНК, который при проверке исключил более 99,92 процента мужского населения. Его идентификация перечеркнула большинство теорий, связанных с этим делом, поскольку до этого момента считалось, что Бриттон была убита кем-то из её знакомых.